# Nordisk samarbetsminister
Nordisk samarbetsminister är en ministerpost i alla de nordiska ländernas regeringar. Som grupp benämns de samarbetsministrarna. Den samarbetsminister som kommer från det land som innehar ordförandeskapet i det nordiska samarbetet är ordförande för samarbetsministrarna.
Det är oftast en tilläggsroll som ges till en minister vid sidan av dennes ordinarie portfölj. Ministern har ansvar för att koordinera landets aktiviteter mot Nordiska rådet och Nordiska ministerrådet.

## Ministrar
I februari 2025 hade följande ministrar rollen som nordisk samarbetsminister:
| Land     | Namn                    | Parti               | Övergripande roll                                                     |
| -------- | ----------------------- | ------------------- | --------------------------------------------------------------------- |
| Danmark  | Morten Dahlin           | Venstre             | Kyrkominister, landsbygdsminister och minister för nordiskt samarbete |
| Finland  | Anders Adlercreutz      | Svenska folkpartiet | Undervisningsminister                                                 |
| Färöarna | Bjarni Kárason Petersen | Framsókn            | Justitie- och inrikesminister                                         |
| Grönland | Vivian Motzfeldt        | Siumut              | Utrikes-, närings- och handelsminister                                |
| Island   | Logi Einarsson          | Samlingsfronten     | Minister för kultur, innovation och högre utbildning                  |
| Norge    | Åsmund Grøver Aukrust   | Arbeiderpartiet     | Utvecklingsminister                                                   |
| Sverige  | Jessica Rosencrantz     | Moderaterna         | EU-minister                                                           |
| Åland    | Annika Hambrudd         | Åländsk Center      | Kultur- och utbildningsminister, vice lantråd                         |